# Rhinobatos zanzibarensis
Rhinobatos zanzibarensis é uma espécie de peixe da família Rhinobatidae.
É endémica de Tanzânia.
Os seus habitats naturais são: mar aberto e mar costeiro.